# Bethlenváros (Kecskemét)

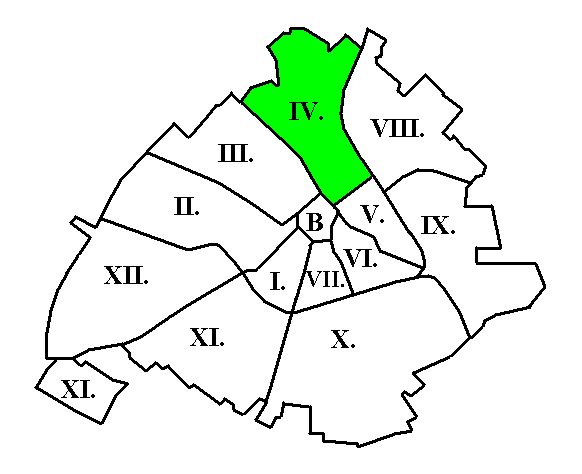
Elhelyezkedése Kecskeméten belül

Bethlenváros Kecskemét egyik városrésze. Ide tartozik a klasszikus értelemben vett (belső) Bethlenvároson kívül a Székelytelep, a Voelkertelep, a Dárdaitelep és a Miklovicstelep. Utóbbit nevezik Miklovicsfalunak is. A városrész külterületi folytatásának tekinthető a Budaihegy és a Vacsihegy. Gyakran előfordul, hogy a helyiek Vacsiköz, illetve Talfájaköz néven említik a Mikszáth Kálmán körúton kívül eső részeket.

## Fekvése
A város északi részén található, a Budai út, a Jókai utca és a Rákóczi út, valamint Ceglédi út illetve a vasút között, gyakorlatilag sík területen, jelentősebb természetes vízfelület nélkül. Nyugatról a Széchenyiváros, délről a Belváros és a Rákócziváros, keletről a Hunyadiváros, míg északról a Vacsihegy és a Budaihegy nevű külterületek határolják.

## Jelene

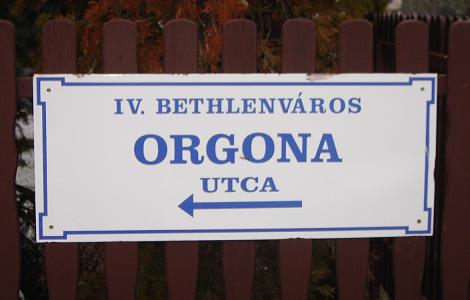
Helyi utcanévtábla, a kerület jelzésével

A városrész képe nem egységes, ez abból fakad, hogy különböző korokban alakult ki. A belső részek már évszázadokkal korábban létrejöttek, míg a vasúti pályaudvar felé eső villákat, és a falusias vályogházakat csak a XX. század második felében követték a városi átlagnál magasabb színvonalú új lakóházak, míg egyes külső területek máig őrzik a tanyasi jellegüket. Érdekesség, hogy itt hagyományosan a kecskeméti átlag alatti a katolikus vallásúak aránya. A városrészben rendszeresen megrendezésre kerül a Vacsiközi Nap További érdekesség, hogy Voelker-telep nevét Voelker Lóránd órásmester után kapta.
Valódi városrészi alközpont nem alakult ki, sok szolgáltatást máshol vesznek igénybe az itt lakók. Számottevő ipari üzem nem található itt, inkább kertvárosias lakónegyednek tekinthető a városrész. A zöldfelületek aránya (főleg a külső városrészekben) nagy, a lakosság magasan képzett, a közbiztonság jónak mondható, itt működik a Vacsi-közi Polgárőr Egyesület.

## Politika
Bethlenváros területén osztozik a kecskeméti 7. és 8. helyi választókörzet, melyek képviselői a városi közgyűlésben a 2010-es önkormányzati választások óta Dr. Sztachó-Pekáry István és Vörösmarty Attila, mindketten a Fidesz színeiben indultak.
A Vacsiközi részen 1998 óta részönkormányzat működik.

## Tömegközlekedés
A városközpont felől a 9-es, a 16-os és a 10-es autóbuszjárat segítségével, míg a vasútállomás felől a 21-es és a  22-es buszjáratokkal lehet megközelíteni a városrészt. A Bethlenváros határán található a buszpályaudvar és a Vasútállomás.

## Intézmények
- Piac: Budai u. 2/a
- Posta: Kecskemét Tanposta, Gázló u. 29/a.
- Orvosi rendelők: Smetana u. 5., Kada E. u. 4/a.
- Gyógyszertárak:  Kör-Patika, Rózsavölgyi tér 27.; Háry Gyógyszertár, Kodály Zoltán tér 9.; Narancs Gyógyszertár, Kada Elek u. 4.; Szent István király Gyógyszertár, Jókai u. 27.

## Kultúra, vallás
- Ciróka Bábszínház, Budai u. 15
- Katona József Múzeum, Bethlen krt. 1.
- Nemzetközi Zománcművészeti Alkotóműhely Gyűjteménye, Bethlen krt. 16.
- Piarista Rendház és Templom, Jókai u. 1
- Református Imaház, Fenyves u. 4.
- Tudomány és Technika Háza (volt Zsinagóga), Rákóczi u. 2.

## Oktatás
- Ceglédi úti Óvoda, Ceglédi út 5.
- Mikszáth Kálmán körúti Óvoda, Mikszáth Kálmán krt. 40.
- Nyitra utcai Óvoda, Nyitra utca 6.
- Petőfi Sándor Általános Iskola, Budai u. 7.
- Kandó Kálmán Szakközépiskola és Szakiskola, Bethlen krt. 63.
- Kecskeméti Főiskola Kertészeti Főiskolai Kara, Erdei Ferenc tér 1-3.
- Kecskeméti Főiskola Tanítóképző Főiskolai Kara, Kaszap u. 6-14.

## Galéria

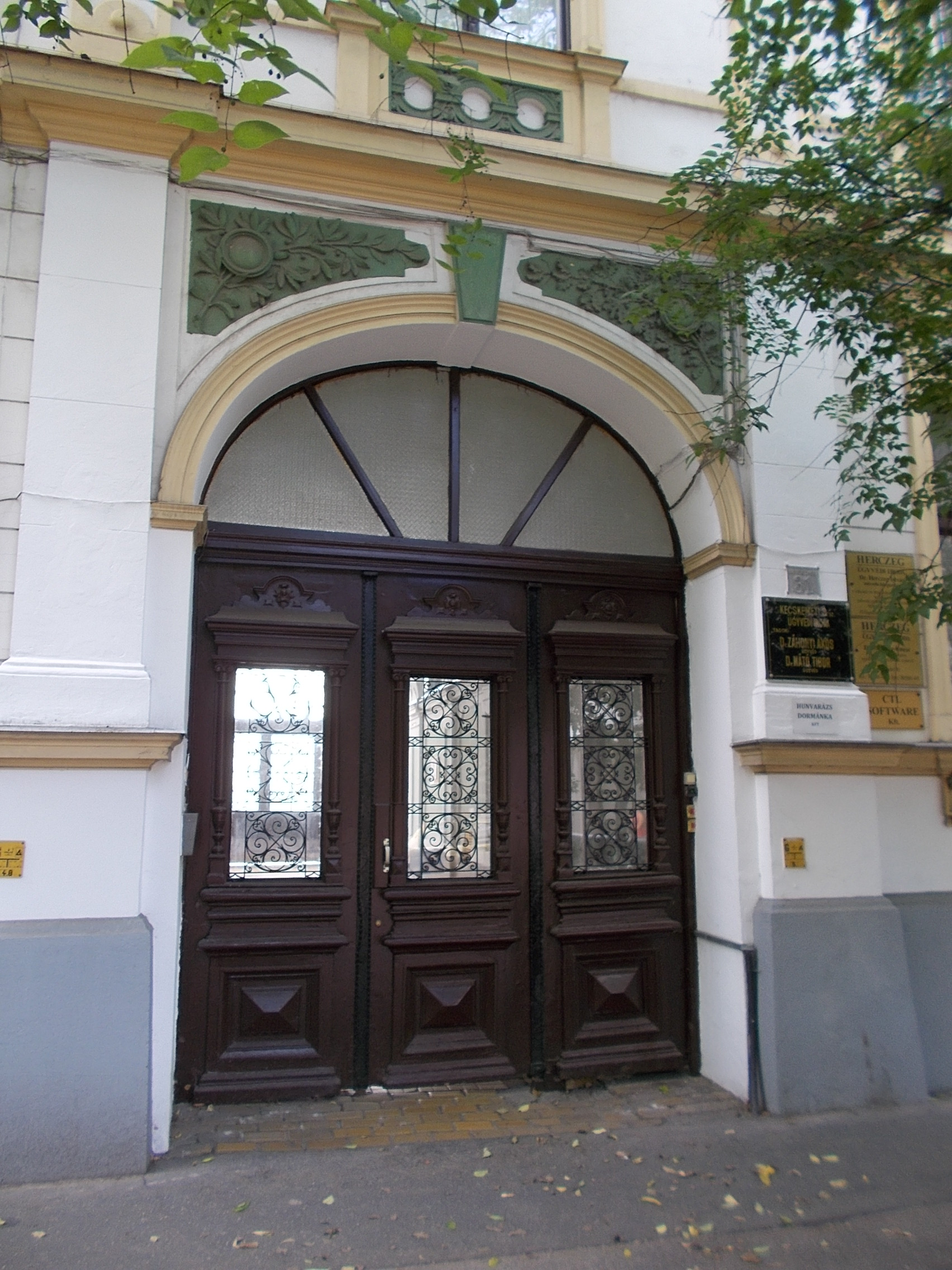
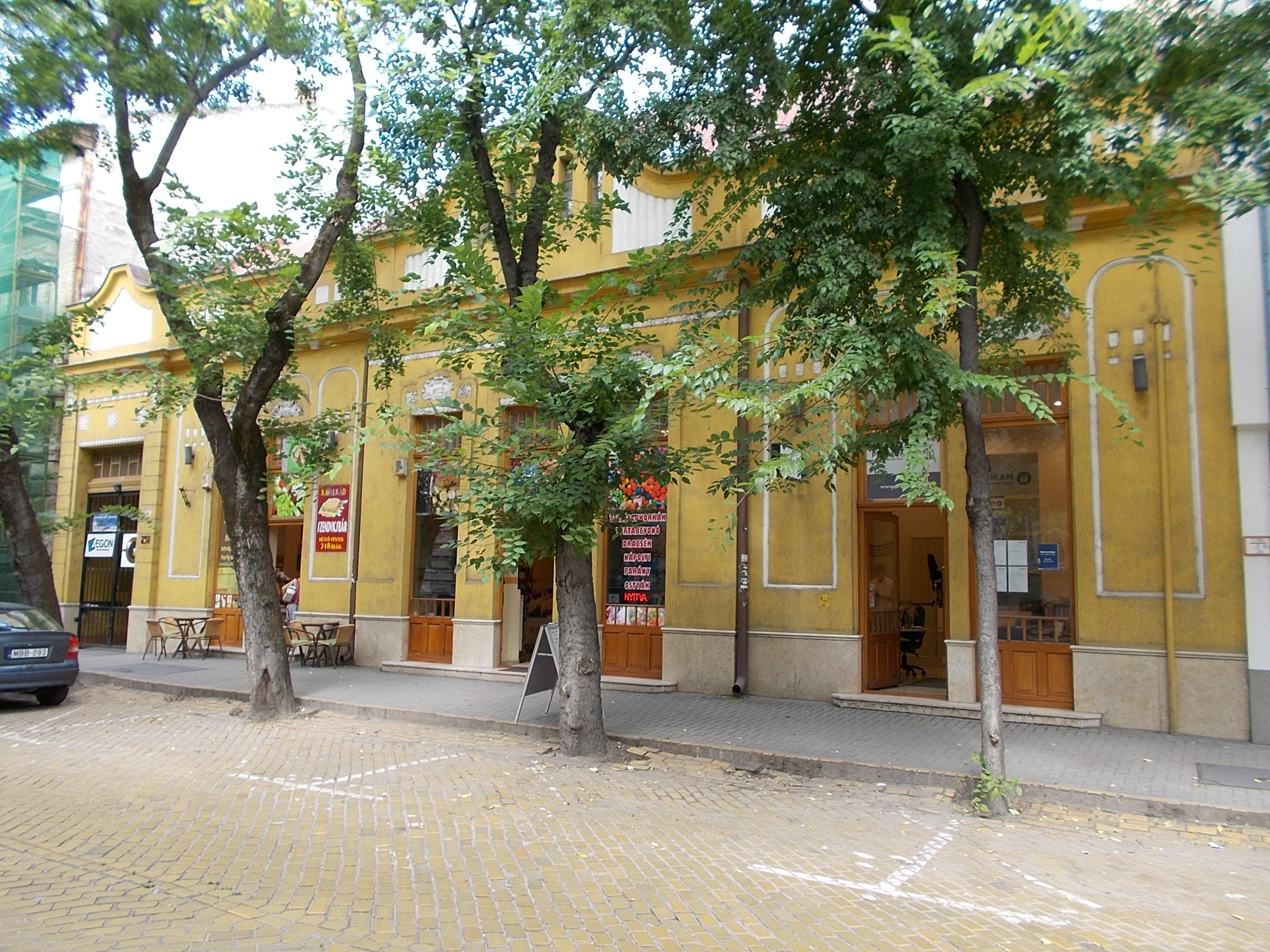
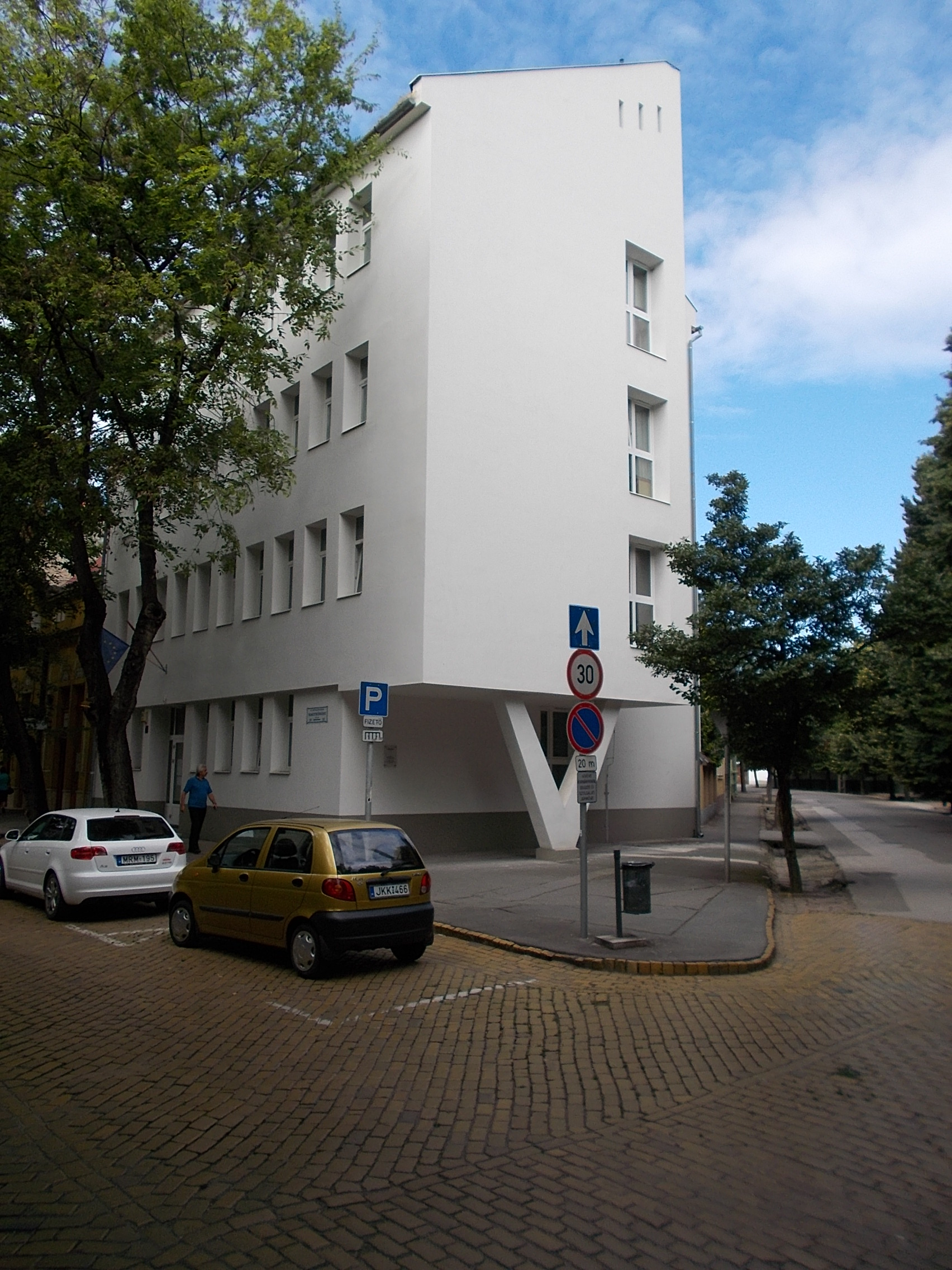
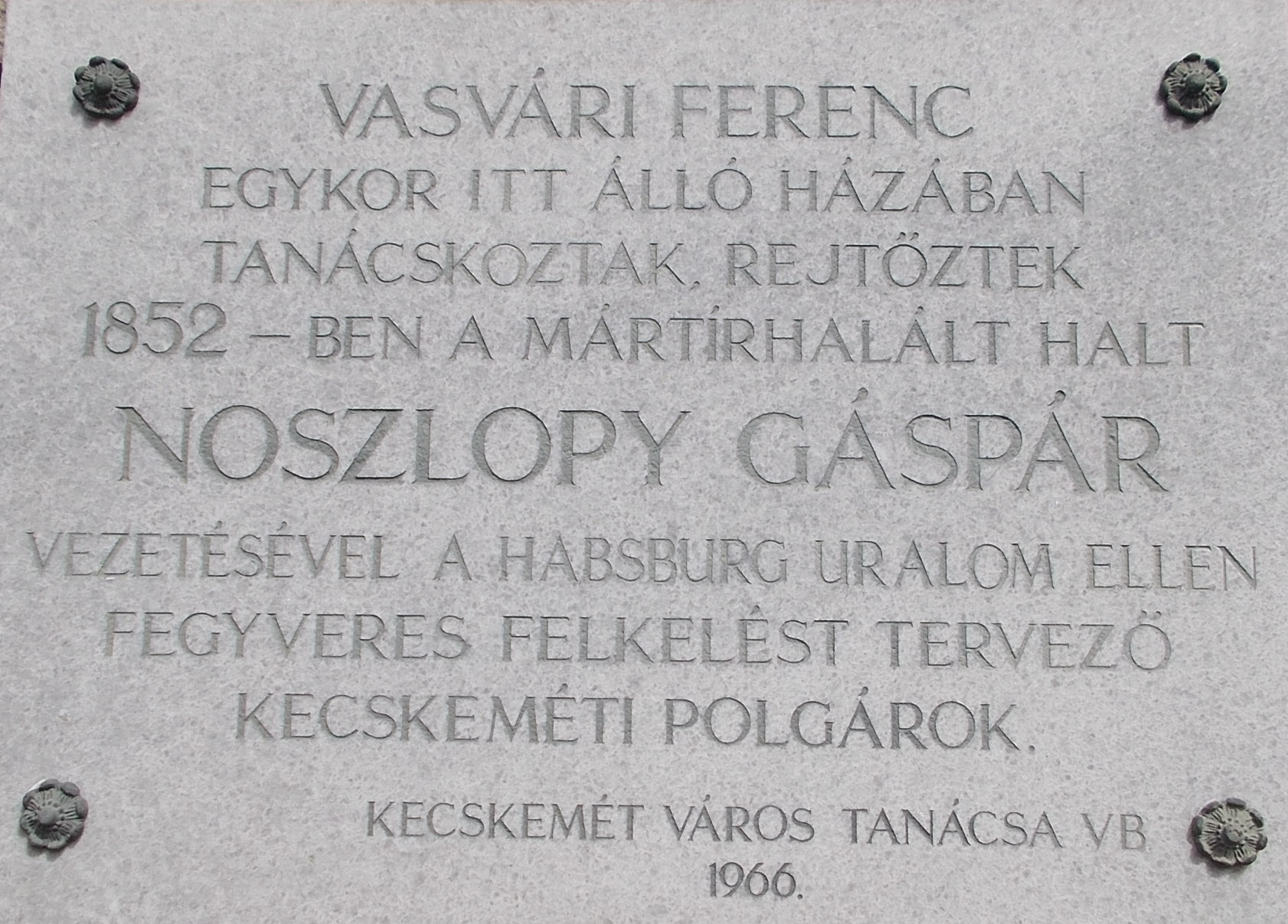
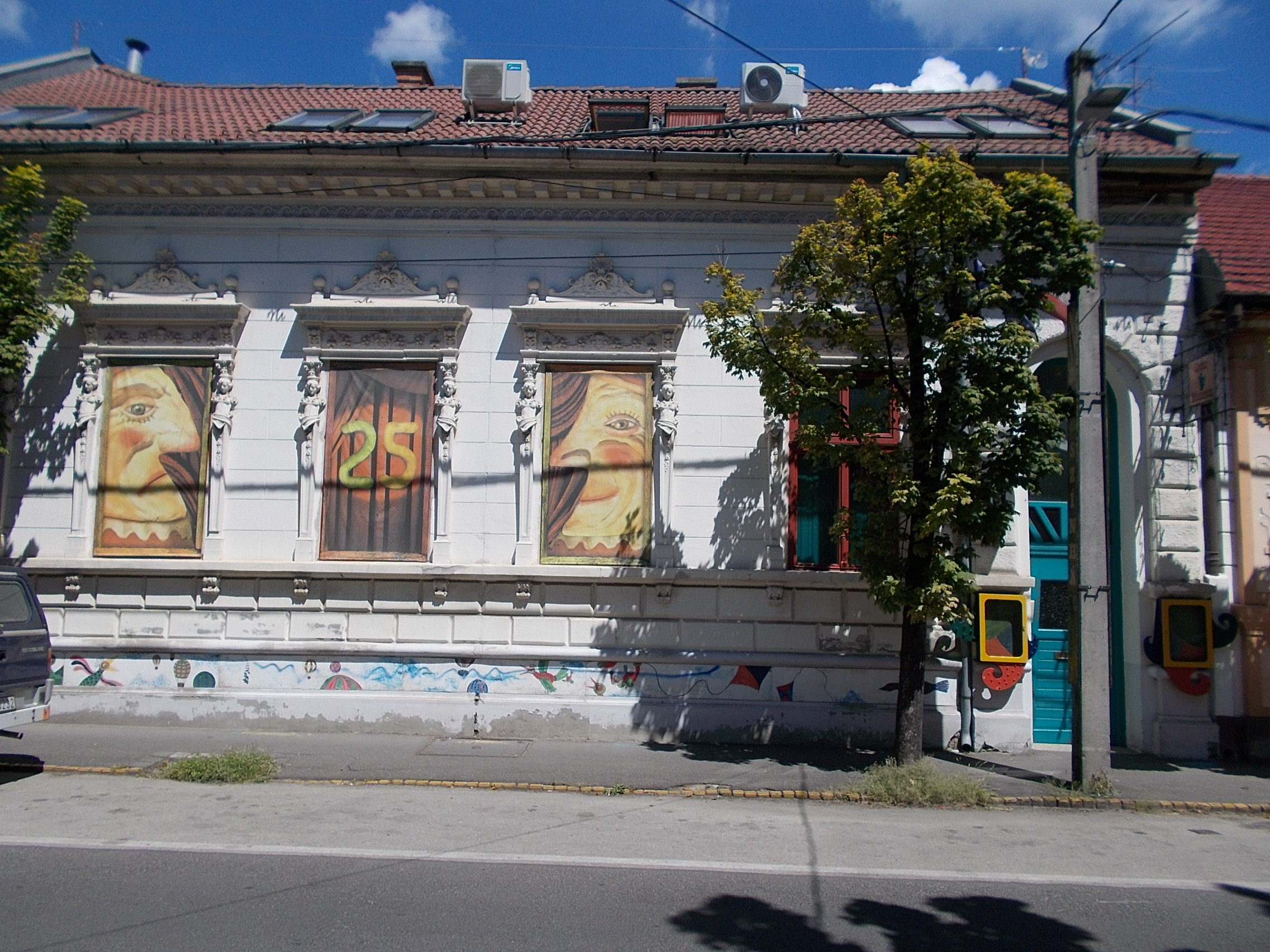
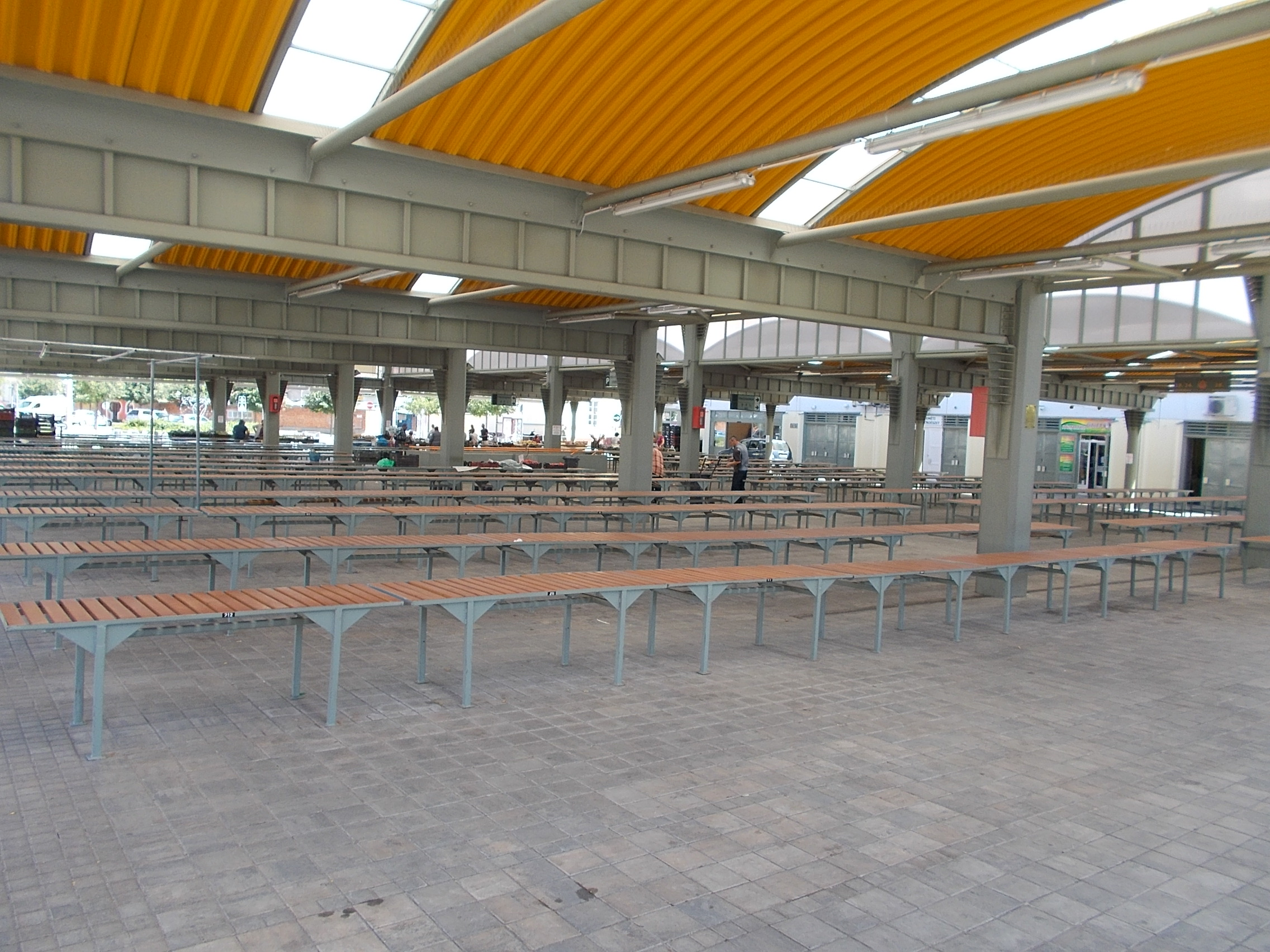
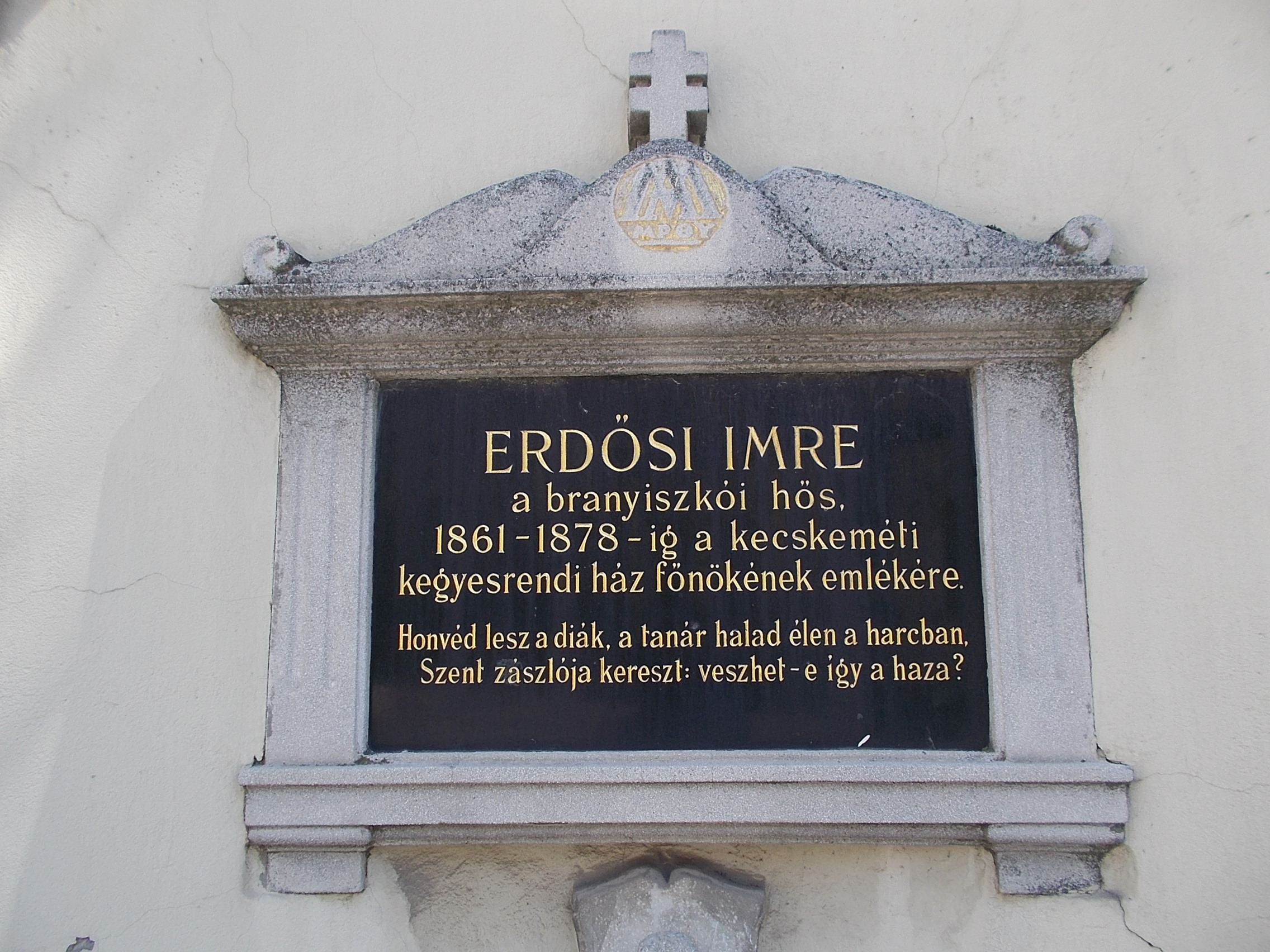
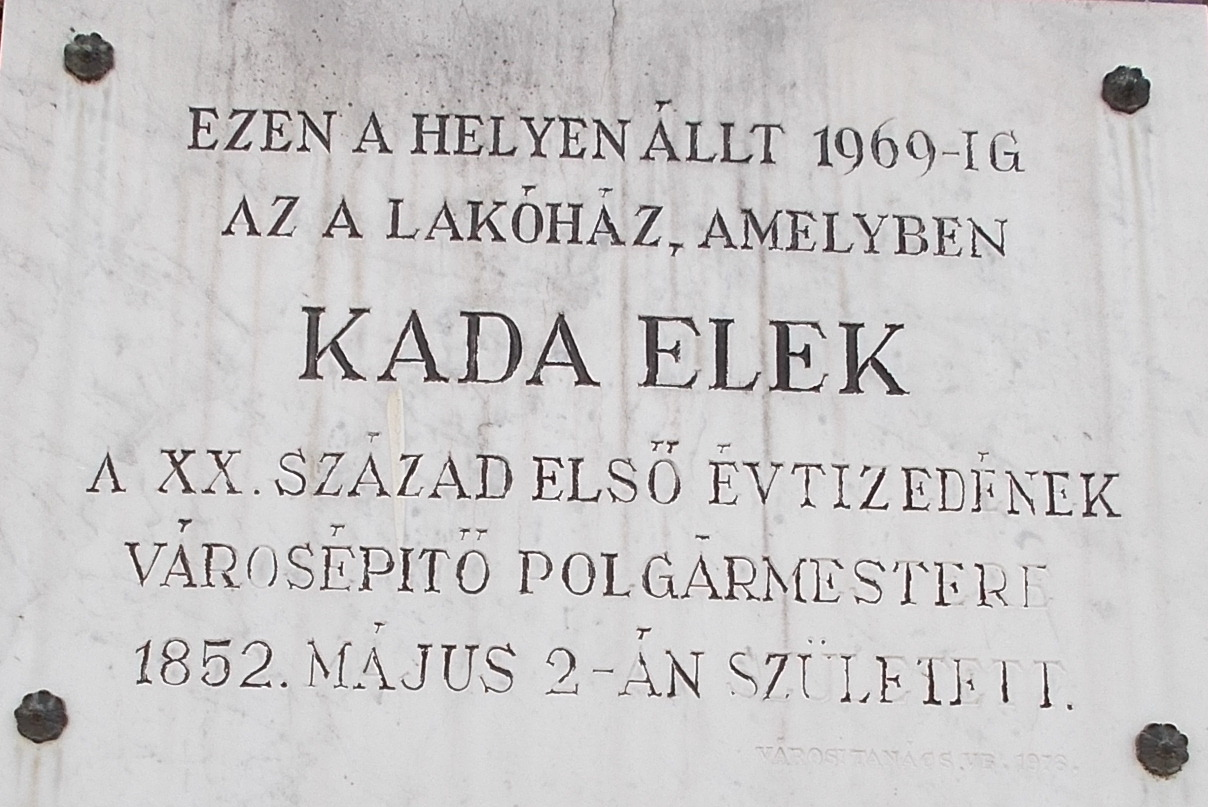
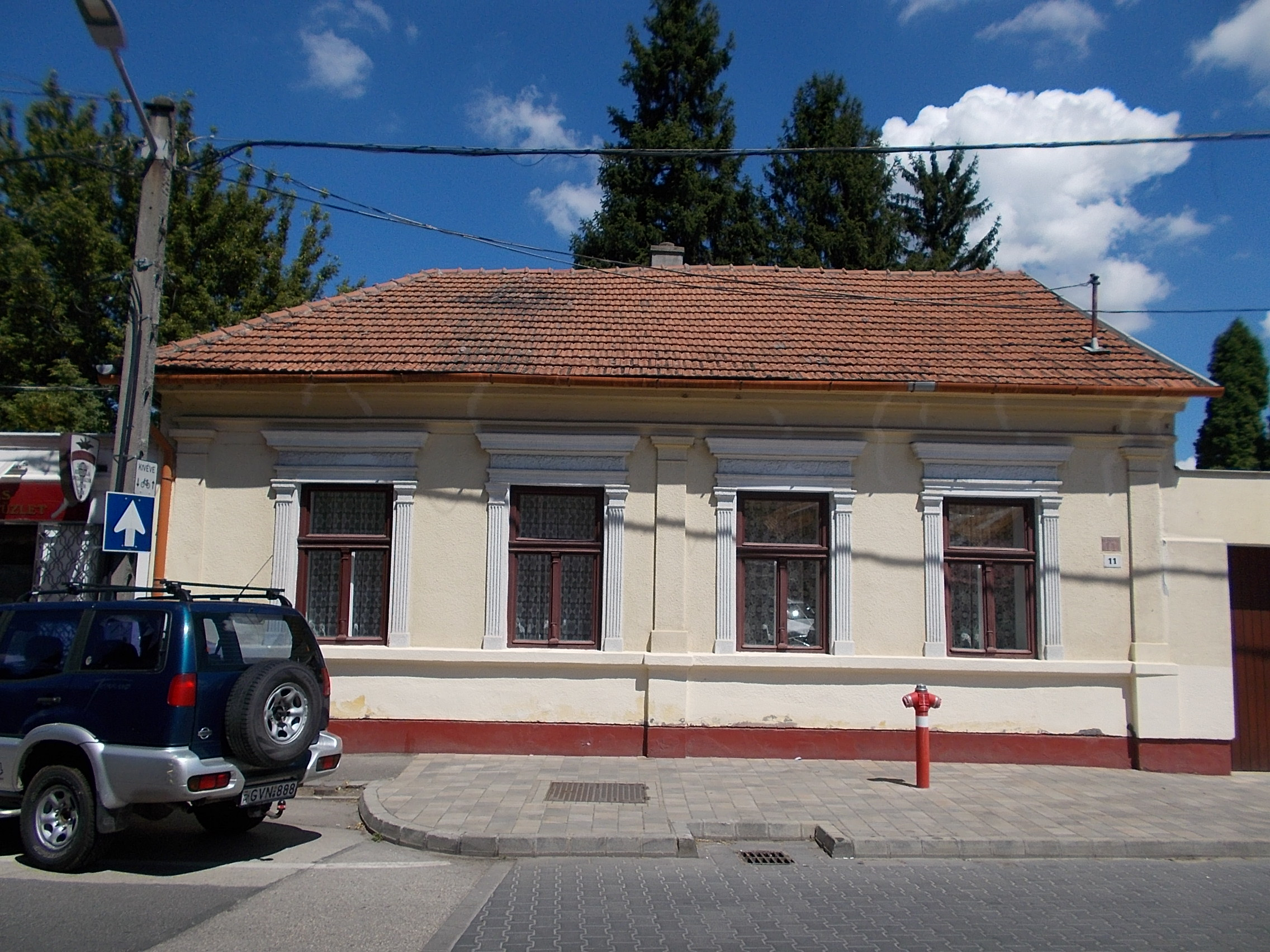
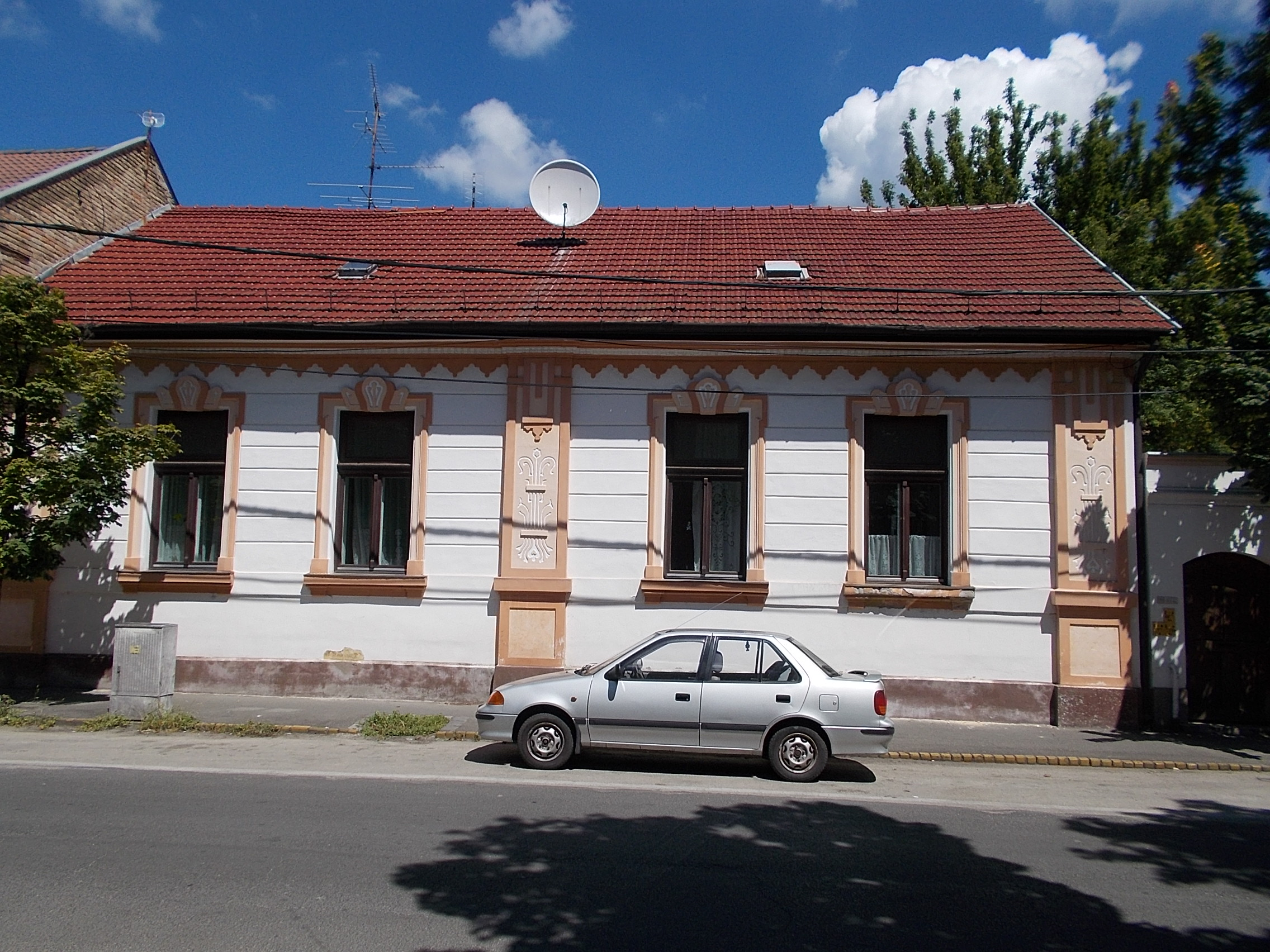
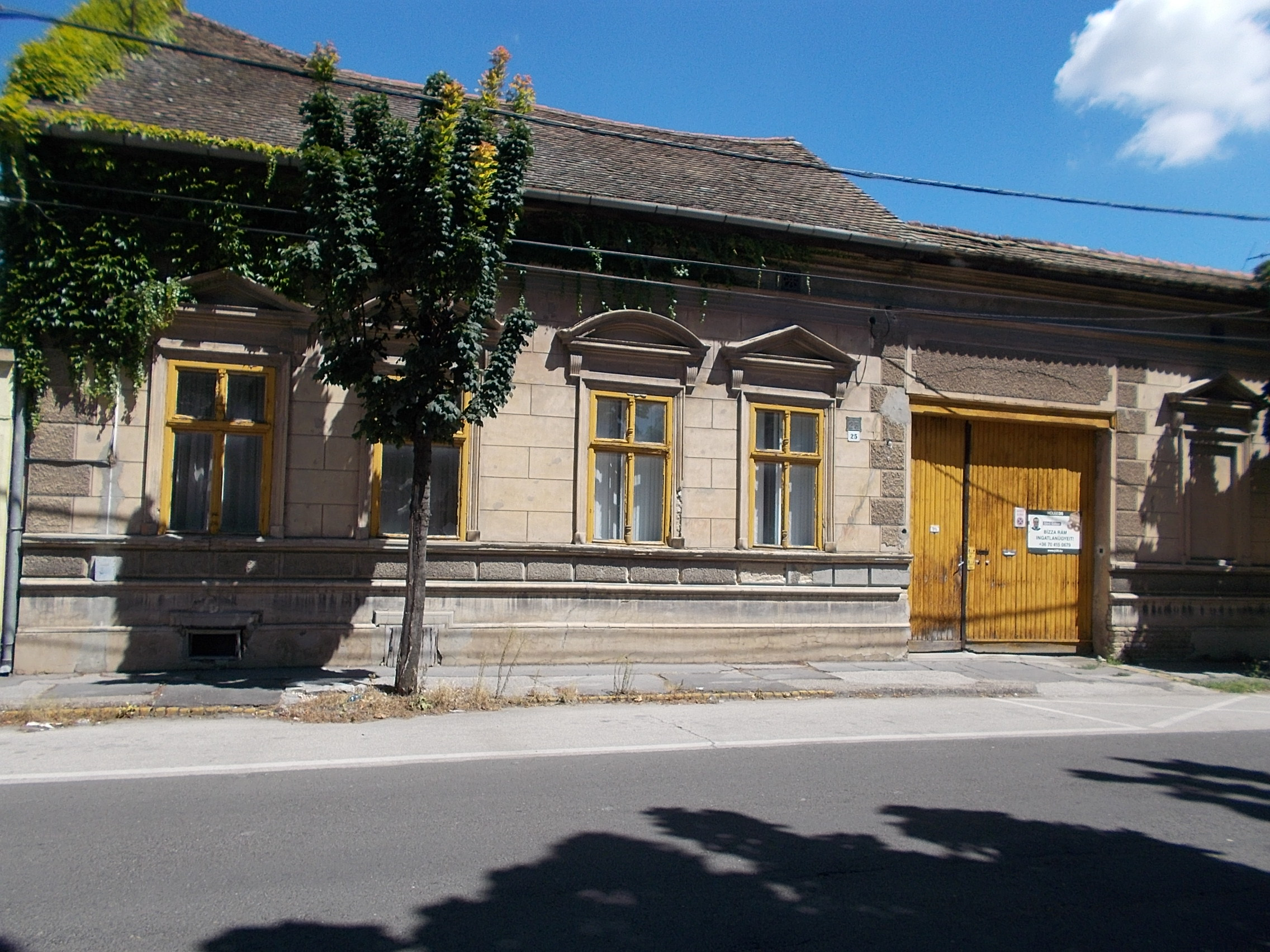
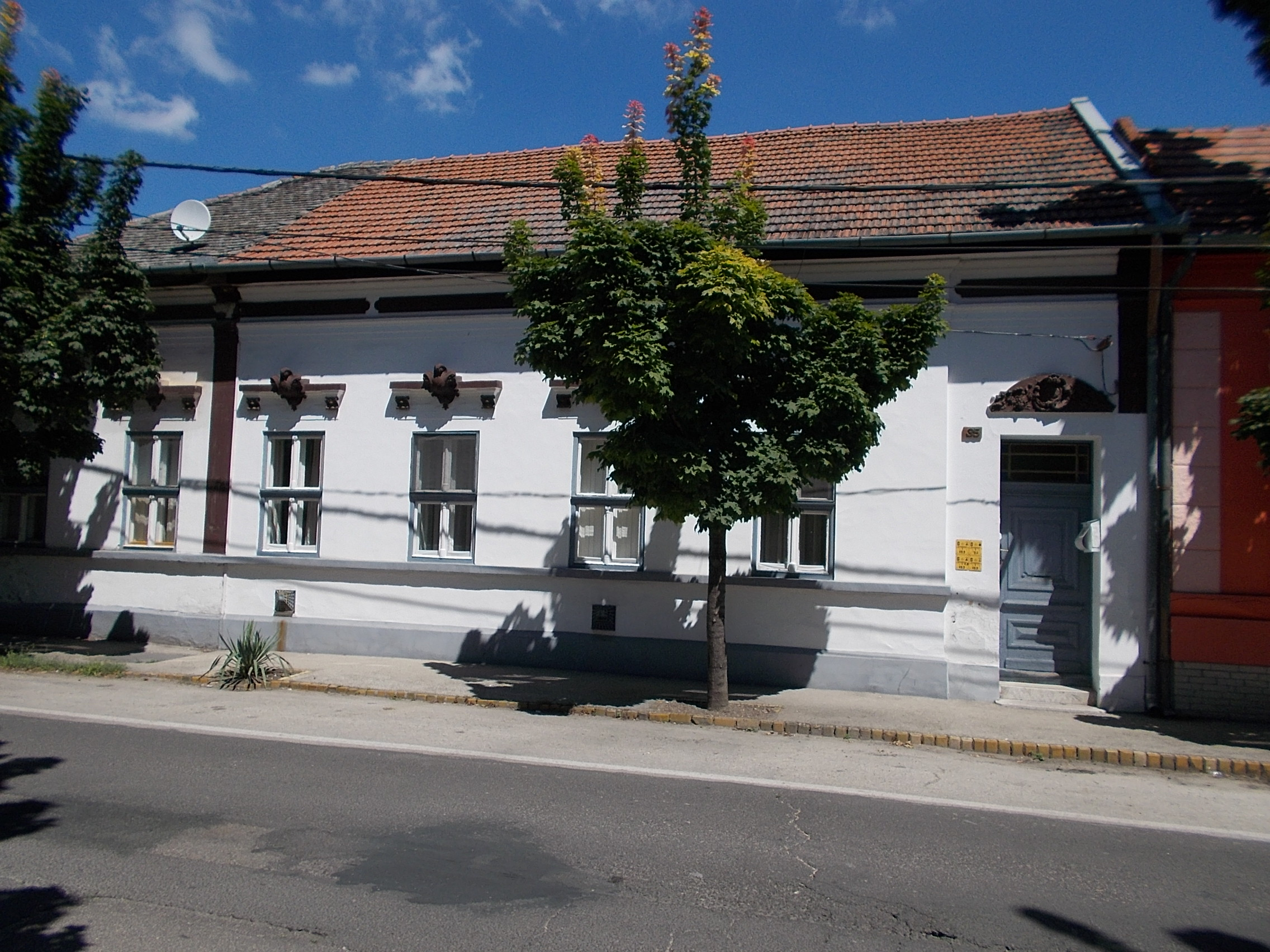
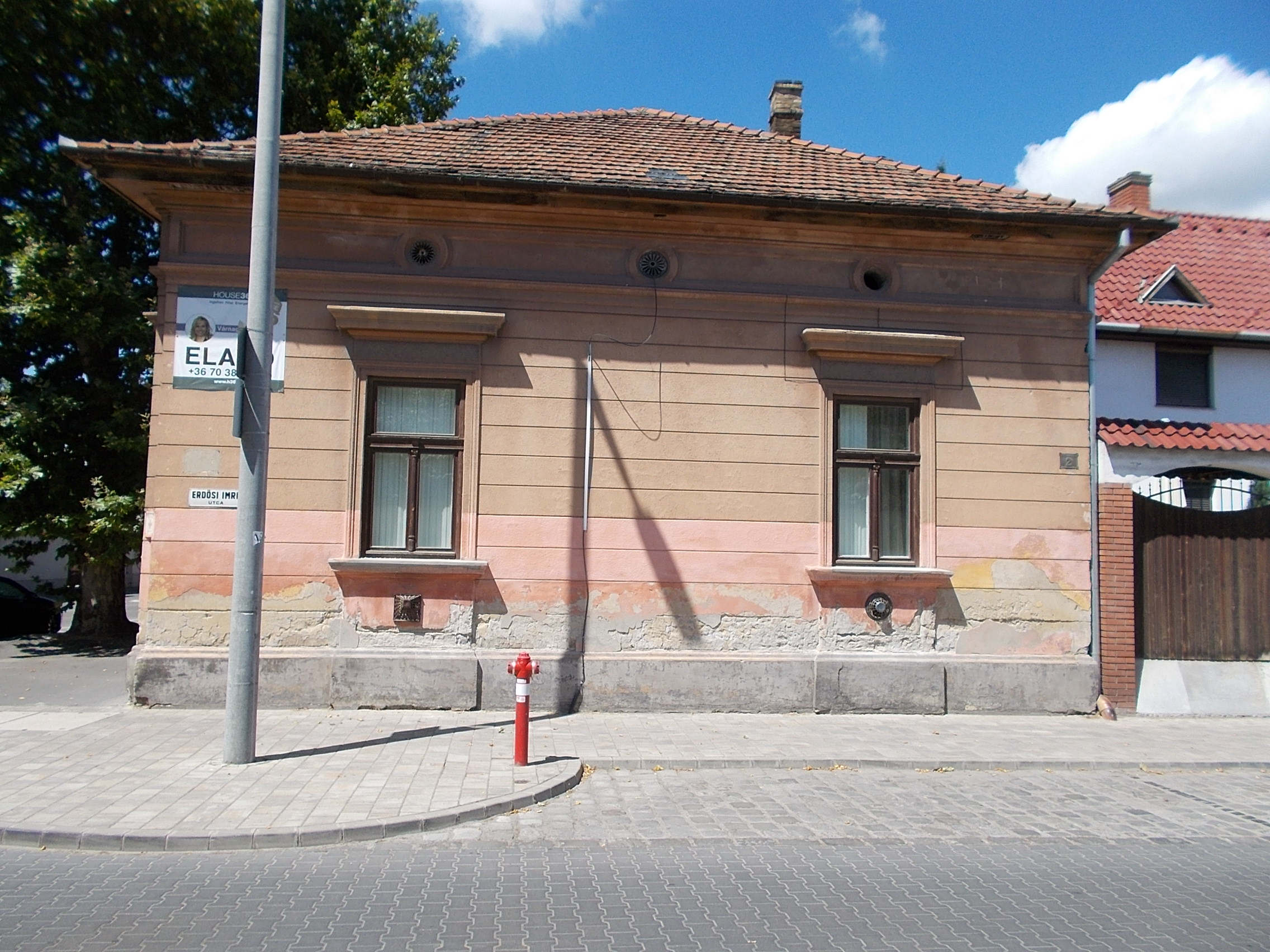
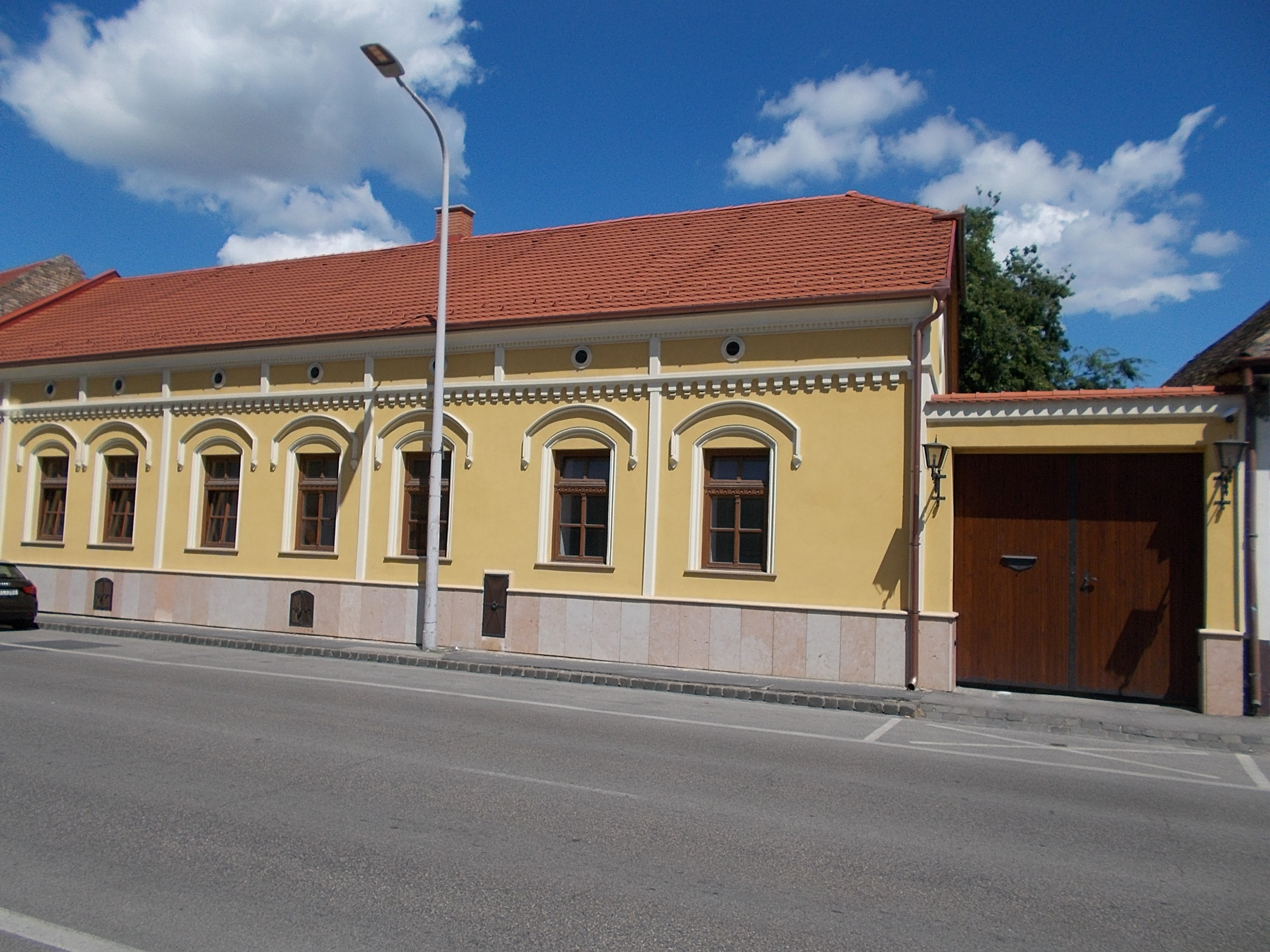
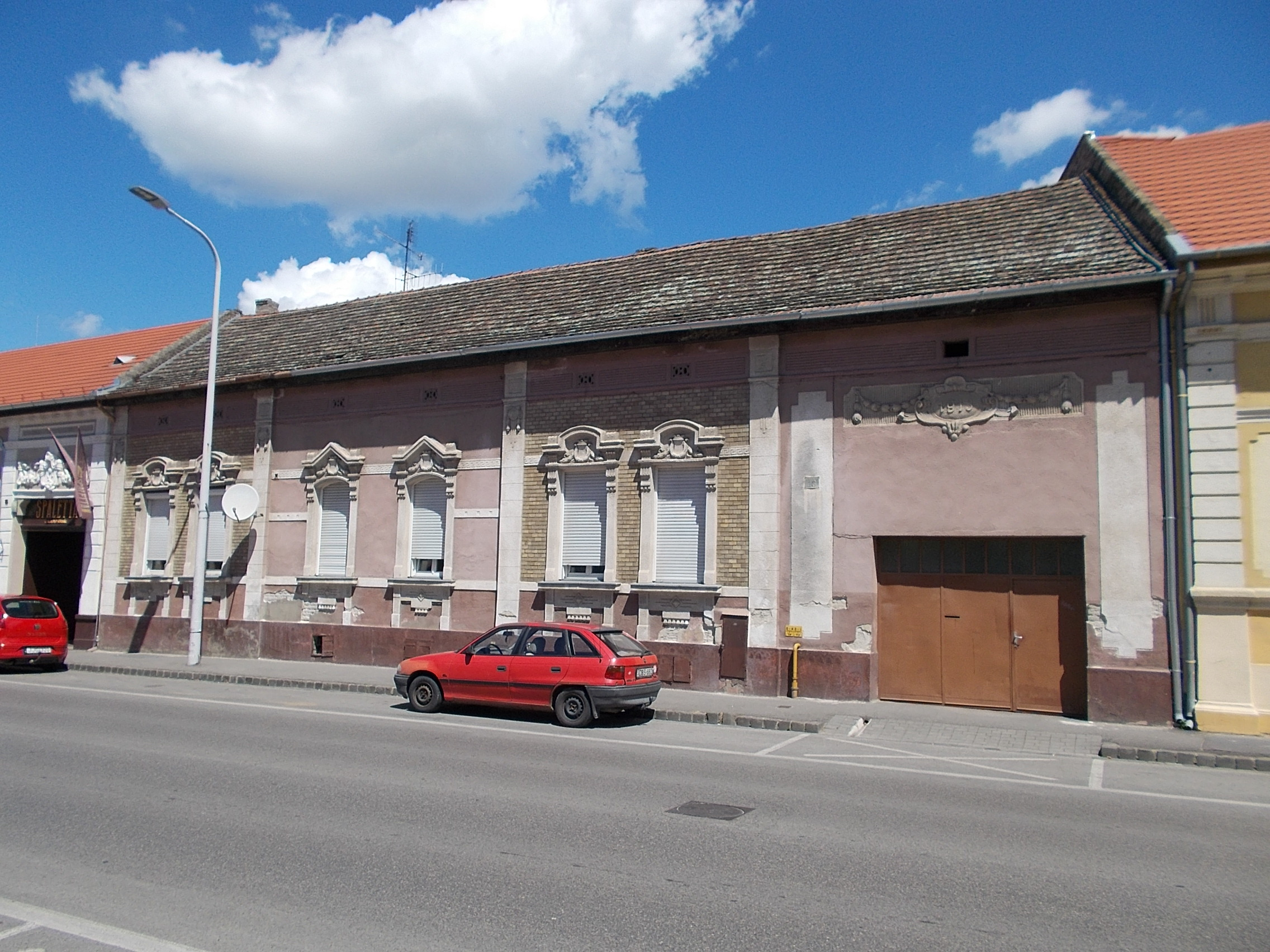
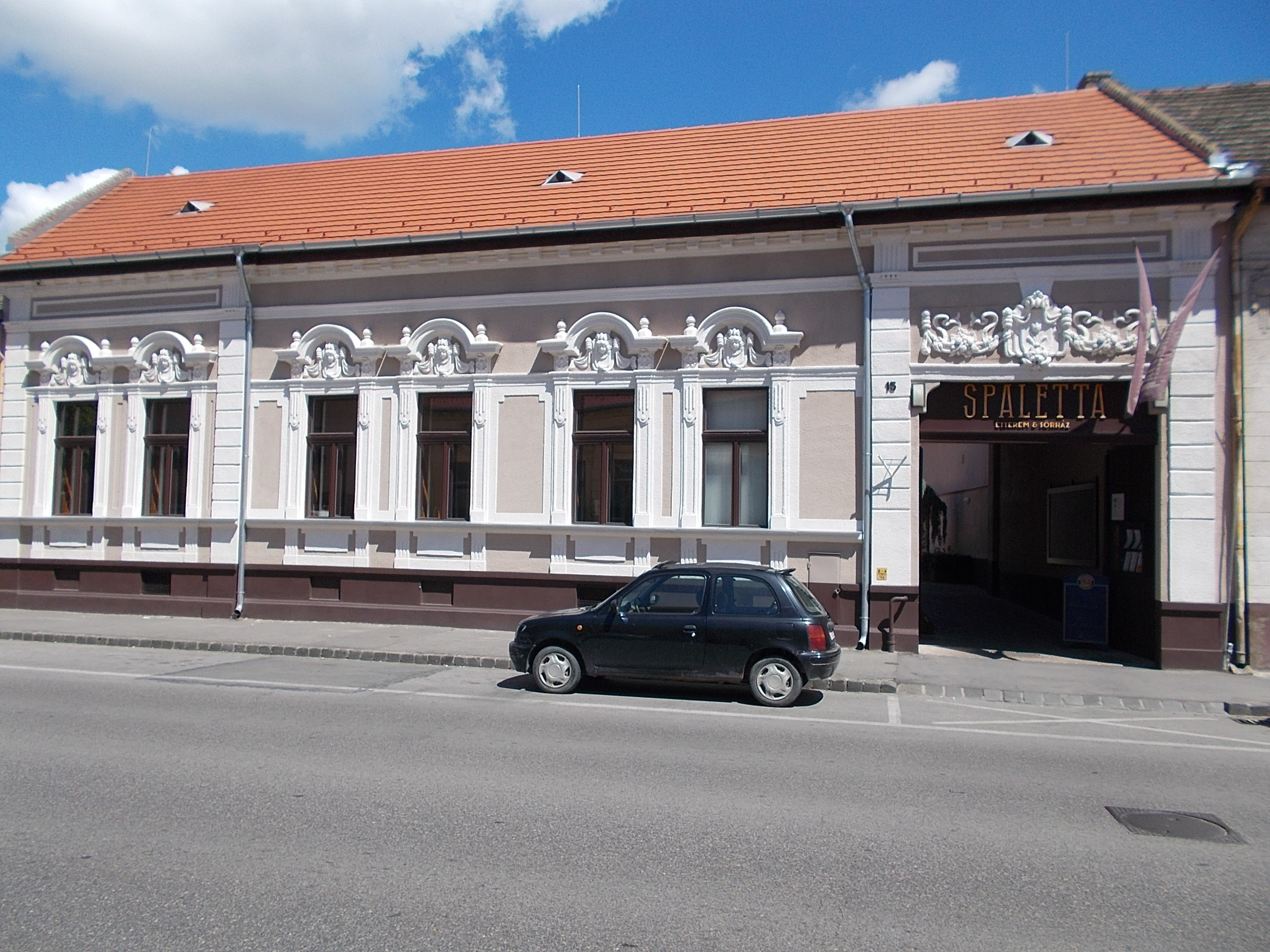
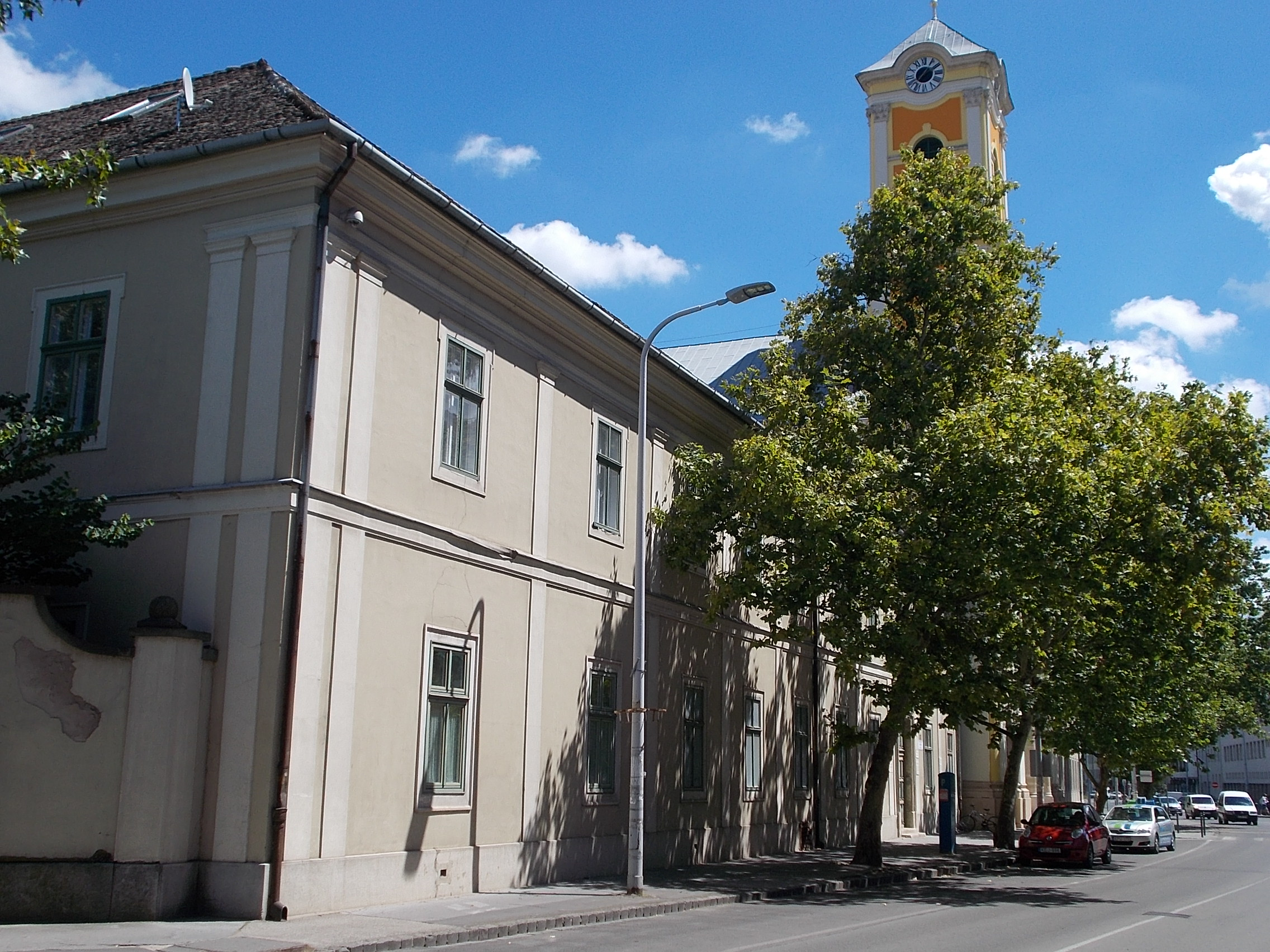
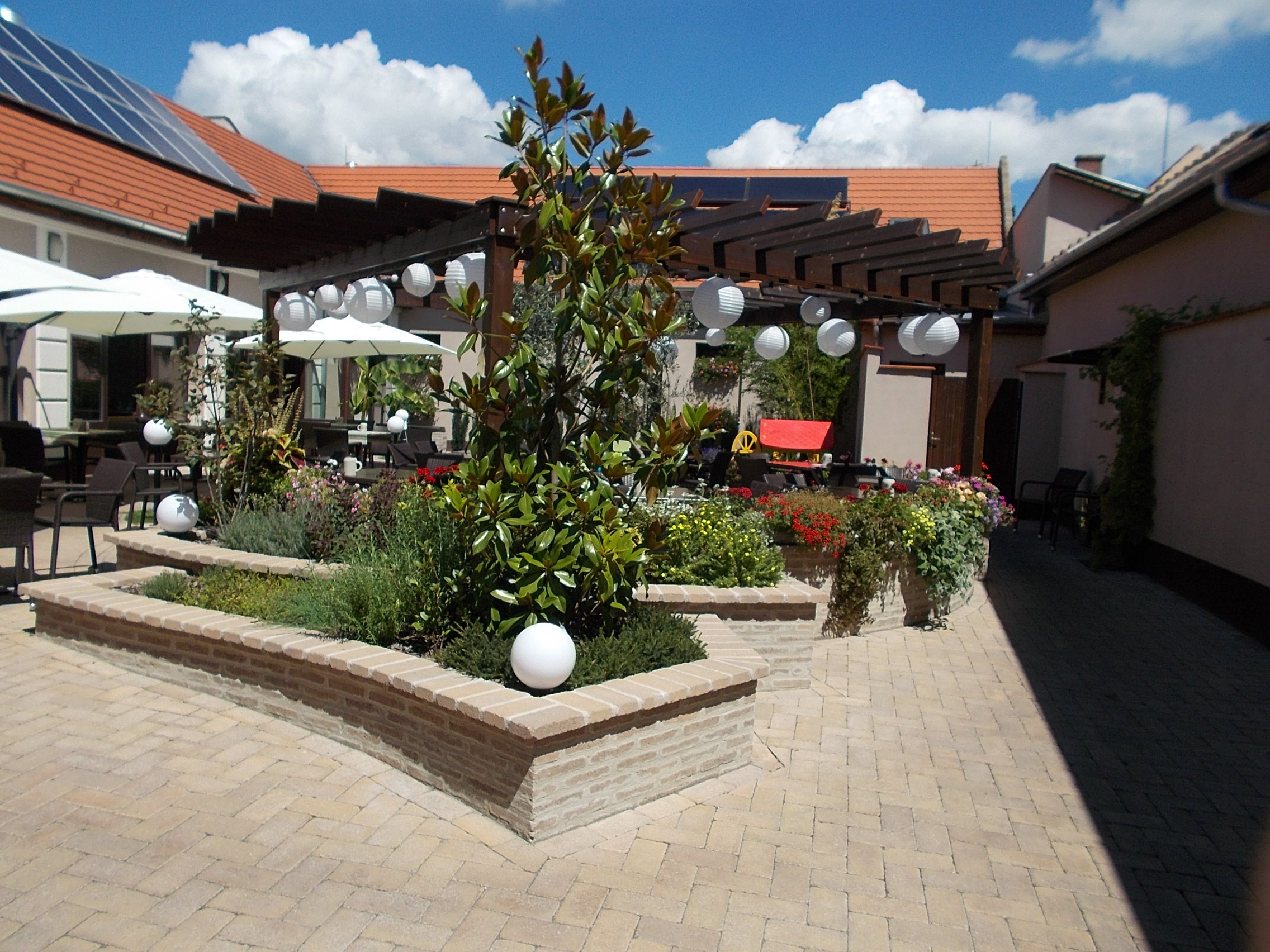
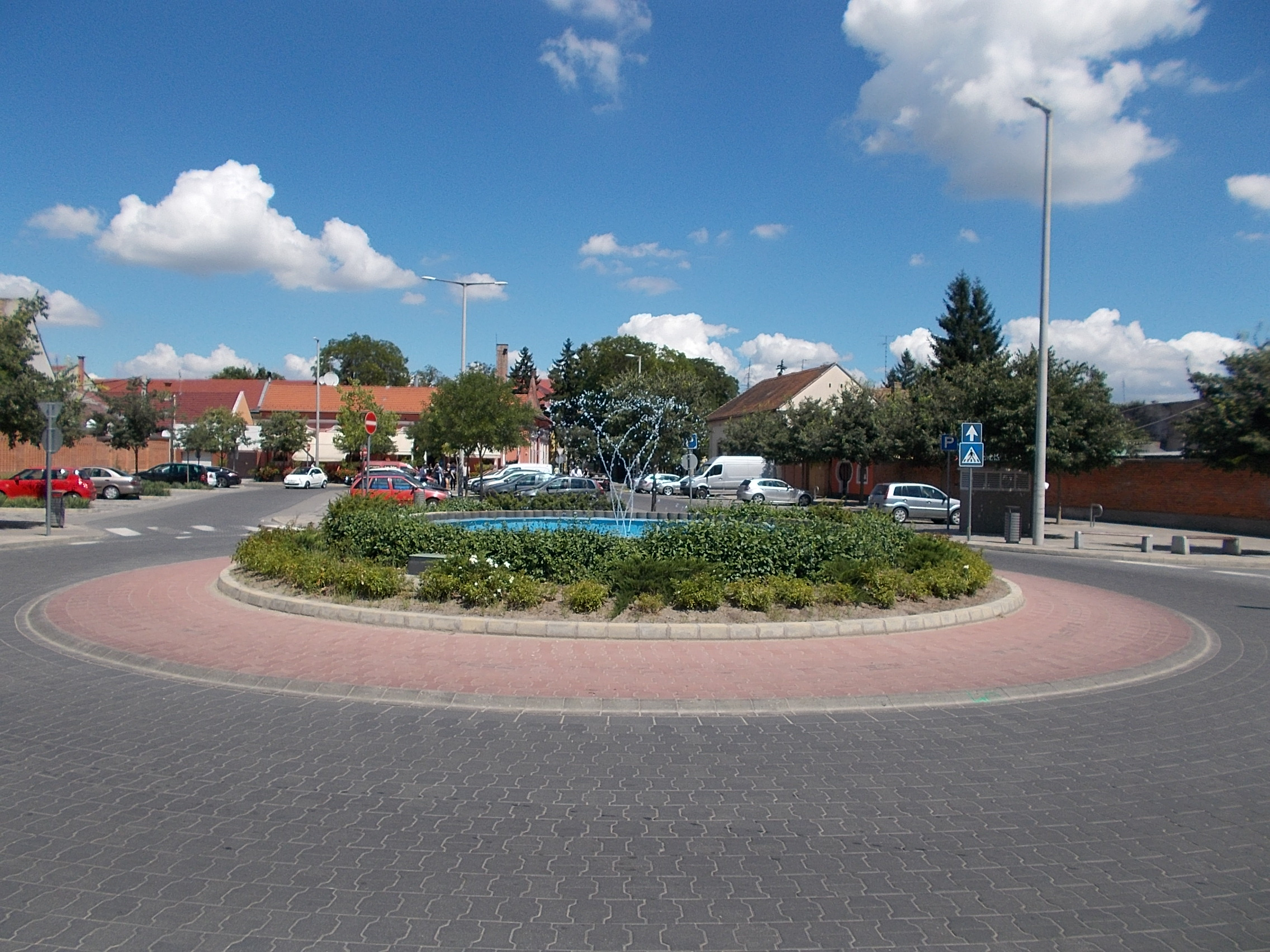